# Caccobius krikkeni
Caccobius krikkeni là một loài bọ cánh cứng trong họ Bọ hung (Scarabaeidae).